# Obwód amurski
Obwód amurski (ros. Амурская область) – jednostka administracyjna Federacji Rosyjskiej, zlokalizowana około 8000 km na wschód od Moskwy i położona w zlewisku rzek Amur i Zeja. Na północy graniczy z Republiką Sacha, na wschodzie z Krajem Chabarowskim i Żydowskim Obwodem Autonomicznym, na południu z Chinami, natomiast na zachodzie z  Krajem Zabajkalskim.
Stolicą obwodu amurskiego jest Błagowieszczeńsk. Założony w 1856 roku jest jedną z najstarszych osad na Rosyjskim Dalekim Wschodzie. Miasto jest tradycyjnym centrum handlu i wydobywania złota. Przez obwód przechodzi Kolej Transsyberyjska oraz Kolej Bajkalsko-Amurska. W obwodzie położony jest też kosmodrom Swobodny.

## Geografia
Obwód leży we wschodniej Azji. Nazwa obwodu pochodzi od przepływającej przez niego rzeki Amur. Powierzchnia obwodu wynosi 363 700 km². Ludność obwodu w 2008 roku wynosiła 869,6 tys., gęstość zaludnienia: 2,4 os/km² (2008), procent ludzi mieszkających w miastach: 65,5% (2008).

### Podział administracyjny
- Biełogorsk;
- Błagowieszczeńsk;
- Cyołkowskij;
- Progriess;
- Rajczichinsk;
- Rejon archarinski;
- Rejon biełogorski;
- Rejon buriejski;
- Rejon błagowieszczeński[2];
- Rejon iwanowski;
- Rejon konstantinowski;
- Rejon magdagaczinski;
- Rejon mazanowski;
- rejon michajłowski;
- Rejon oktiabrski;
- Rejon romnienski;
- Rejon sielemdżynski;
- Rejon sieryszewski;
- Rejon skoworodinski;
- Rejon swobodniewski;
- Rejon szymanowski;
- Rejon tambowski;
- Rejon tyndinski;
- Rejon zawitiski;
- Rejon ziejski;
- Skoworodino;
- Swobodnyj;
- Szymanowsk;
- Tynda;
- Zawitinsk;
- Zieja[2].

## Historia

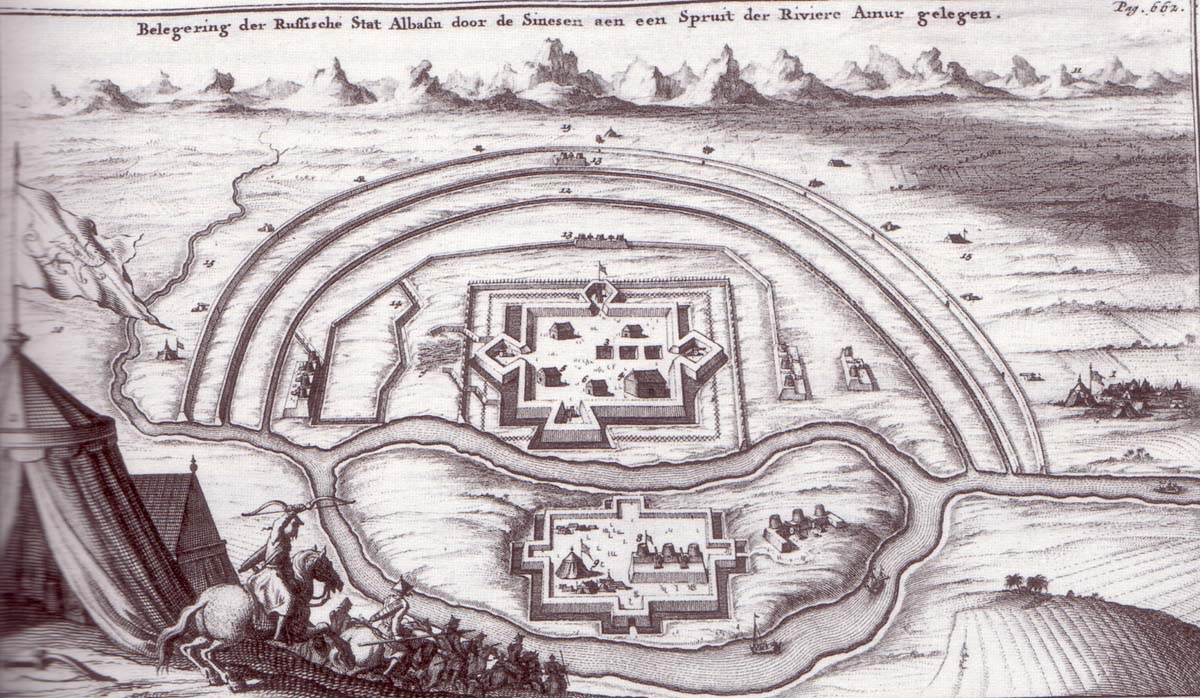
Oblężenie Ałbazina przez wojsko mandżursko-chińskie w 1685

Według chińskich źródeł Bei Shi i Sui Shu obszar obwodu amurskiego był zamieszkany przez jeden z ludów Shiwei (chiń. 室韦) - Bo Shiwei (chiń. 钵室韋). Ich osady znajdowały się pomiędzy rzeką Nen, Górami Stanowymi, Małym Chinganem i Morzem Ochockim. Lud ten zniknął około X wieku, wraz z założeniem państwa Liao.
W średniowieczu rejon był zamieszkany przez Daurów i Dioczerów. 
W 1665 polski zesłaniec Nicefor Czernichowski założył tu państwo Jaxa ze stolicą w Ałbazinie, które w 1685 zostało zajęte przez dynastię Qing.
Obszar został zajęty przez Mandżurów i oddany dynastii Qing po traktacie nerczyńskim, by następnie zostać zaanektowanym przez Rosję w roku 1858 w wyniku postanowień traktatu aiguńskiego.
Po utworzeniu w 1884 roku samodzielnej guberni przyamurskiej, w której skład weszły obwody primorski, amurski i zabajkalski, okręg dalekowschodni zyskał status samodzielnej jednostki administracyjnej, odrębnej od Syberii. Pod koniec XIX wieku rejon został połączony z Europą przez kolej transsyberyjską. Obwód utworzono 20 października 1932.

## Polonica

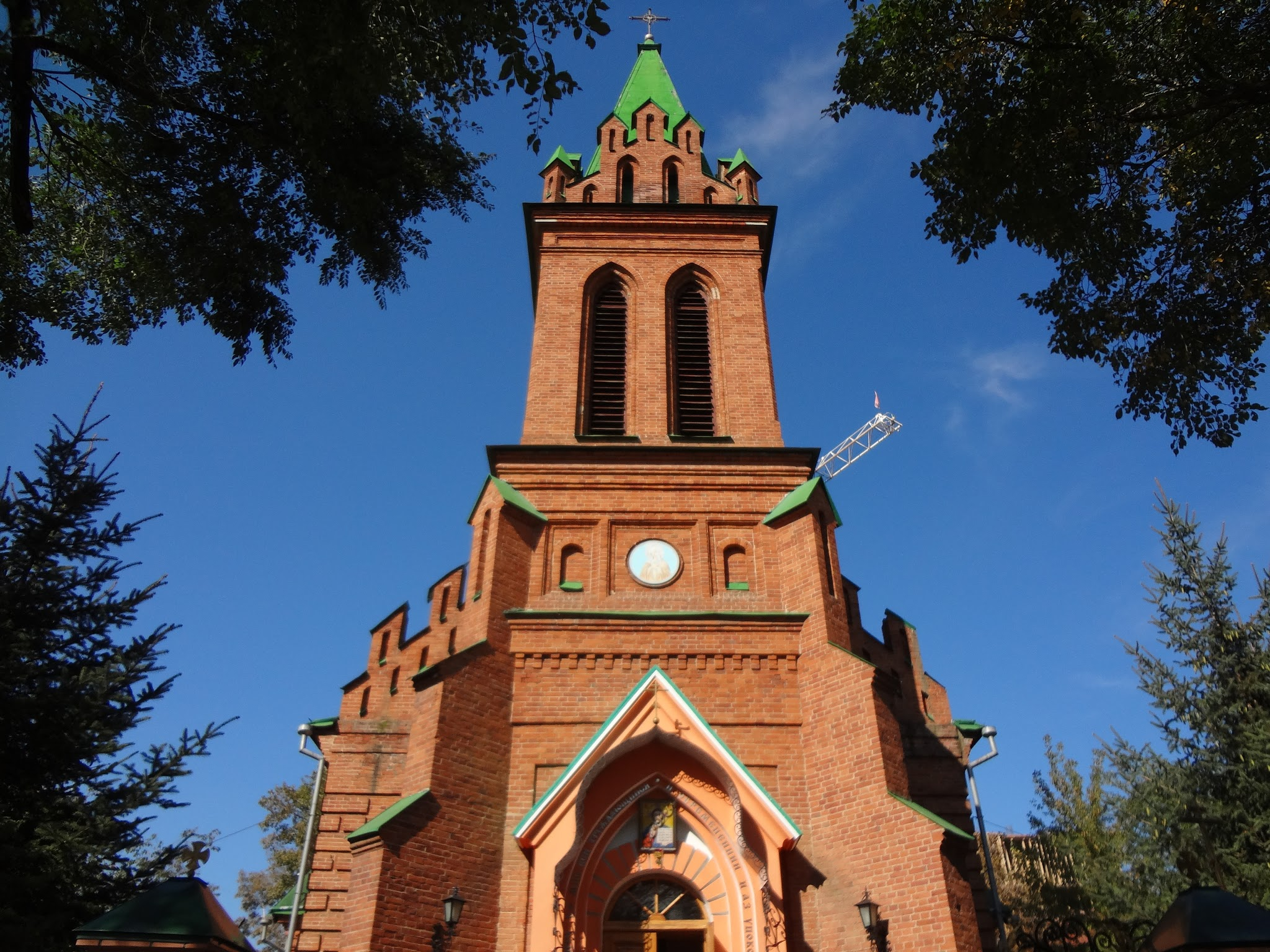
Dawny kościół katolicki w Błagowieszczeńsku

- W XVII w. istniało tu państwo Jaxa, którego założycielem i władcą był Nicefor Czernichowski (patrz wyżej).
- W ciągu ponad trzydziestu lat istnienia guberni przyamurskiej (1884–luty 1917) najwyższy urząd w prowincji – generała-gubematora – zajmowali generał S.M. Duchowski (1893–1898) oraz generał R.A. Chreszczatycki (1904–1905). Wysokie stanowiska w hierarchii urzędniczej zajmowali: A.S. Beniowski - zastępca generała-gubematora, K.N. Grybski – gubernator wojskowy obwodu amurskiego, B.L. Grąbczewski, 1.1. Tumkowski, M.I. Szaniawski i wielu innych. Wszyscy oni byli dobrze wykształceni w różnych wyższych uczelniach Imperium Rosyjskiego. Wśród znanych budowniczych i architektów, działających w Kraju Nadamurskim, wymienić trzeba nazwiska A.A. Gwozdziowskiego – głównego architekta Władywostoku, oraz S.W. Mońkowskiego – budowniczego Chabarowska. Z dokumentacji wynika, że nieomal wszystkie urzędy rolne w guberni zajmowali Polacy – byli oni wysoko kwalifikowanymi agronomami, zakładali i prowadzili tu pólka doświadczalne.
- W Błagowieszczeńsku znajduje się zabytkowy kościół, wzniesiony przez Polaków w XIX w., obecnie pełniący funkcję świątyni prawosławnej.
- Nazwa miasta Ciołkowski upamiętnia Konstantina Ciołkowskiego.

## Tablice rejestracyjne
Tablice pojazdów zarejestrowanych w obwodzie amurskim mają oznaczenie 28 w prawym górnym rogu nad flagą Rosji i literami RUS.